# Individuelle Rationalitätsbedingung
Die individuelle Rationalitätsbedingung ist eine häufige Nebenbedingung in spieltheoretischen Maximierungsproblemen.
Diese besagt, dass jeder Spieler sich einen individuellen Nutzen sichert, der mindestens so hoch ist wie der Nutzen, den er aus eigener Kraft erreichen kann.
Ein Spieler stimmt demnach keinem Verhandlungsergebnis zu, das ihn schlechter stellen würde, als eine alternative Nichtkooperation.
Die Anwendung der individuellen Rationalitätsbedingung führt zum spieltheoretischen Optimum, dem so genannten Nash-Gleichgewicht.